# Orthocanthoides aristae
Orthocanthoides aristae är en tvåvingeart som beskrevs av Amnon Freidberg 1987. Orthocanthoides aristae ingår i släktet Orthocanthoides och familjen borrflugor.
Artens utbredningsområde är Kenya. Inga underarter finns listade i Catalogue of Life.